# Oreste Conte
Oreste Conte (Torreano di Martignacco, 19 luglio 1919 – Bergamo, 7 ottobre 1956) è stato un ciclista su strada italiano.
Fu professionista e indipendente tra il 1941 e il 1954, vincendo tredici tappe al Giro d'Italia.

## Carriera
Da professionista corse per la Viscontea, la Benotto, la Ricci, la Bianchi e la Bottecchia, distinguendosi come velocista. Le principali vittorie nella massima categoria furono tredici tappe al Giro d'Italia tra il 1946 ed il 1953, la Coppa Bernocchi 1944, la Milano-Modena 1947 e una tappa al Giro di Germania 1952.
Al Giro d'Italia 1950 vestì per una tappa la maglia rosa.

## Palmarès
- 1939 (dilettanti)

Coppa San Geo
Medaglia d'Oro Città di Monza
Coppa Rinascente-Upim
Gran Premio Ubaldi
- 1940 (dilettanti)

Gran Premio Angelo Ripamonti
Coppa Santagostino
- 1941 (dilettanti)

Coppa San Geo
Coppa Del Grande
Coppa Santagostino
Trofeo Pluderi
- 1942 (S.C. Genova, una vittoria)

Coppa F.lli Natali
- 1944 (Benotto, una vittoria)

Coppa Bernocchi
- 1946 (Benotto, tre vittorie)

11ª tappa Giro d'Italia (Firenze > Rovigo)
16ª tappa, 1ª semitappa Giro d'Italia (Trento > Verona)
17ª tappa Giro d'Italia (Mantova > Milano)
- 1947 (Benotto, tre vittorie)

7ª tappa Giro d'Italia (Perugia > Roma)
11ª tappa Giro d'Italia (Foggia > Pescara)
Milano-Modena
- 1948 (Bianchi, due vittorie)

12ª tappa Giro d'Italia (Perugia > Firenze)
14ª tappa Giro d'Italia (Bologna > Udine)
- 1949 (Bianchi, due vittorie)

12ª tappa Giro d'Italia (Bolzano > Modena)
16ª tappa Giro d'Italia (Sanremo > Cuneo)
- 1950 (Bianchi, due vittorie)

1ª tappa Giro d'Italia (Milano > Salsomaggiore Terme)
18ª tappa Giro d'Italia (Napoli > Roma)
- 1952 (Bottecchia, due vittorie)

2ª tappa, 1ª semitappa Giro di Germania (Einbeck > Braunschweig)
12ª tappa Giro d'Italia (Bolzano > Bergamo)
- 1953 (Bottecchia, una vittoria)

13ª tappa Giro d'Italia (Genova > Bordighera)

## Piazzamenti

### Grandi Giri
- Giro d'Italia

1946: 25º
1947: ritirato
1948: ritirato
1949: 61º
1950: 64º
1951: 43º
1952: 61º
1953: 31º
- Tour de France

1948: ritirato (2ª tappa)

### Classiche monumento
- Milano-Sanremo

1943: 39º
1948: 29º
1949: 14º
1950: 3º
1951: 22º
1952: 18º
1953: 42º
1954: 13º
1955: 12º
- Parigi-Roubaix

1949: 12º
1950: 17º
- Giro di Lombardia

1941: 22º
1945: 10º
1948: 16º
1949: 29º
1950: 6º
1951: 40º

### Competizioni mondiali
- Campionati del mondo

Moorslede 1950 - In linea Professionisti: ritirato